# Cantanus
Cantanus (łac. Diœcesis Cantanensis) – stolica historycznej diecezji w Cesarstwie Rzymskim (prowincja Kreta), współcześnie w Grecji. Wzmianki o biskupach pochodzą z V–IX wieku. W latach 1346–1374 biskupem tytularnym był franciszkanin Franciszek Rothwitz. W 1933 diecezja została oficjalnie ustanowiona biskupstwem tytularnym.

## Biskupi tytularni (od 1933)
| Lp. | Biskup            | Od                | Do                   |
| --- | ----------------- | ----------------- | -------------------- |
| 1   | Luigj Bumci       | 1 września 1943   | 1 marca 1945         |
| 2   | Edward Fitzgerald | 3 sierpnia 1946   | 20 października 1949 |
| 3   | Ioan Chertes      | 21 listopada 1949 | 31 stycznia 1992     |
| 4   | Franz Hengsbach   | 20 sierpnia 1953  | 18 listopada 1957    |
| 5   | David Cashman     | 25 marca 1958     | 14 czerwca 1965      |
| 6   | Hans-Georg Koitz  | 24 sierpnia 1992  |                      |